# Прапор Нівеля
Прапор Нівеля був прийнятий рішенням ради 5 жовтня 1995 року як прапор муніципалітету Нівель в провінції Валлонський Брабант. Прапор можна описати так:
Три однакові за довжиною смуги синього, білого та червоного кольорів.
Прапор був затверджений урядом Французької спільноти лише 28 березня 1996 року. Кольори прапора взяті з герба знатного капітула абатства Св. Гертруди. Цей муніципальний прапор ідентичний прапору Франції.

Прапор Франції